# Rawalpindi
Rawalpindi (urdu: راولپنڈی) este un oraș în Pakistan, în apropierea capitalei Islamabad.
În antichitate făcea parte din Imperiul Ahemenid din Persia.